# Michael Tschechow Studio Berlin
Michael Tschechow Studio Berlin  (tidligere: Schauspielseminar Theaterforum Kreuzberg) er en statslig anerkendt skuespillerskole i Berlin-Kreuzberg i Tyskland opkaldt efter den russiske skuespiller Mikhail Tjekhov.
Ud over klassisk skuespillerteknik arbejder skolen med Tjekhov-metoden.

## Historie og uddannelsesudbud
Skolen blev grundlagt 1984 af Jobst Langhans. Siden da har skolen uddannet skuespillere til den statslige afgangsprøve for skuespillere, Genossenschaft Deutscher Bühnen-Angehöriger, i dag ZAV-Künstlervermittlung (de). Fra 1989 har skolen udbudt Tschechow-Studieåret. Fra 1993 et deltidskursus. Siden 1995 står skolen for workshops for skuespillere, holdt af internationalt anerkendte skuespillærere.

## Tjekhov-metoden
Michael Tjekhov udviklede sin egen undervisningsmetode for skuespillere i 1920'erne baseret på Konstantin Stanislawskis skuespilmetode og Rudolf Steiners lære. Metoden fremmer især kunstnerisk inspiration, som opnås gennem særlig træning: Både skuespillerens krop og mentale evner dyrkes. Michael Tjekhov karakteriserede metoden med ordene koncentration, fantasi, kropsliggørelse. Han tilføjede, at kunstnerisk inspiration opstår, når skuespillerens hele krop er gennemsyret af et indre billede.

## Undervisere

### Scenestudie / Improvisation
- Andrea Pinkowski
- Sarah Kane (London)
- Ilse Ritter
- Justus Carrière
- Rudolf Krause
- Jobst Langhans
- Paul Weismann
- Feodor Stepanov (Moskau)

### Tale
- Beate Krützkamp
- Dido-Marie Laux
- Falko Glomm
- Guido Medl

### Sang
- Holger Off
- Maria Thomaschke
- Boris Leibold